# モーターカノン

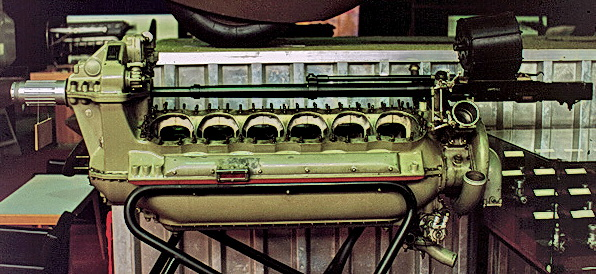
イスパノスイザ 12Ycrs V型エンジンとイスパノスイザ HS.404 20mm 機関砲を組み合わせた、元祖“モーターカノン”

モーターカノン（フランス語: moteur canon / canon-moteur）とは、レシプロ水冷式航空用エンジン動力式の単発戦闘機に搭載した航空機関砲・機関銃の搭載方式の一種で、出力軸・プロペラシャフトを中空構造にしたエンジンを通して砲弾を前方へ発射する形式を指す。
“モーターカノン(Moteur canon)”はフランス語で「エンジン砲」の意味である。ドイツ語では“Motorkanone（モートアカノーネ）”、英語では“engine-mounted gun”もしくは“Propeller cannon”、ロシア語では“мотор-пушка（モトール・プーシュカ）”と呼ばれる。

## 概要

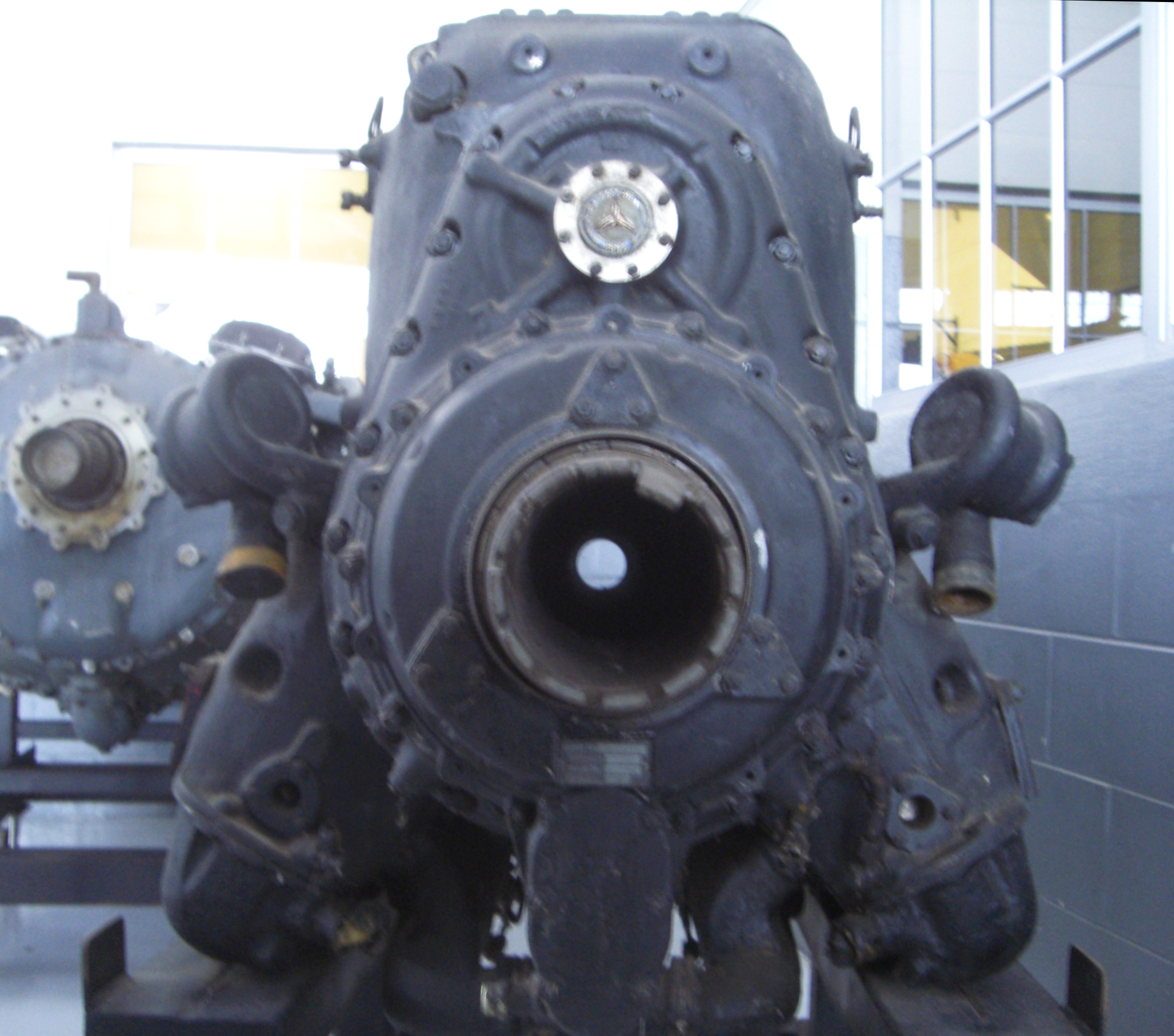
正面から見たDB605エンジン。駆動軸が中空になっている。

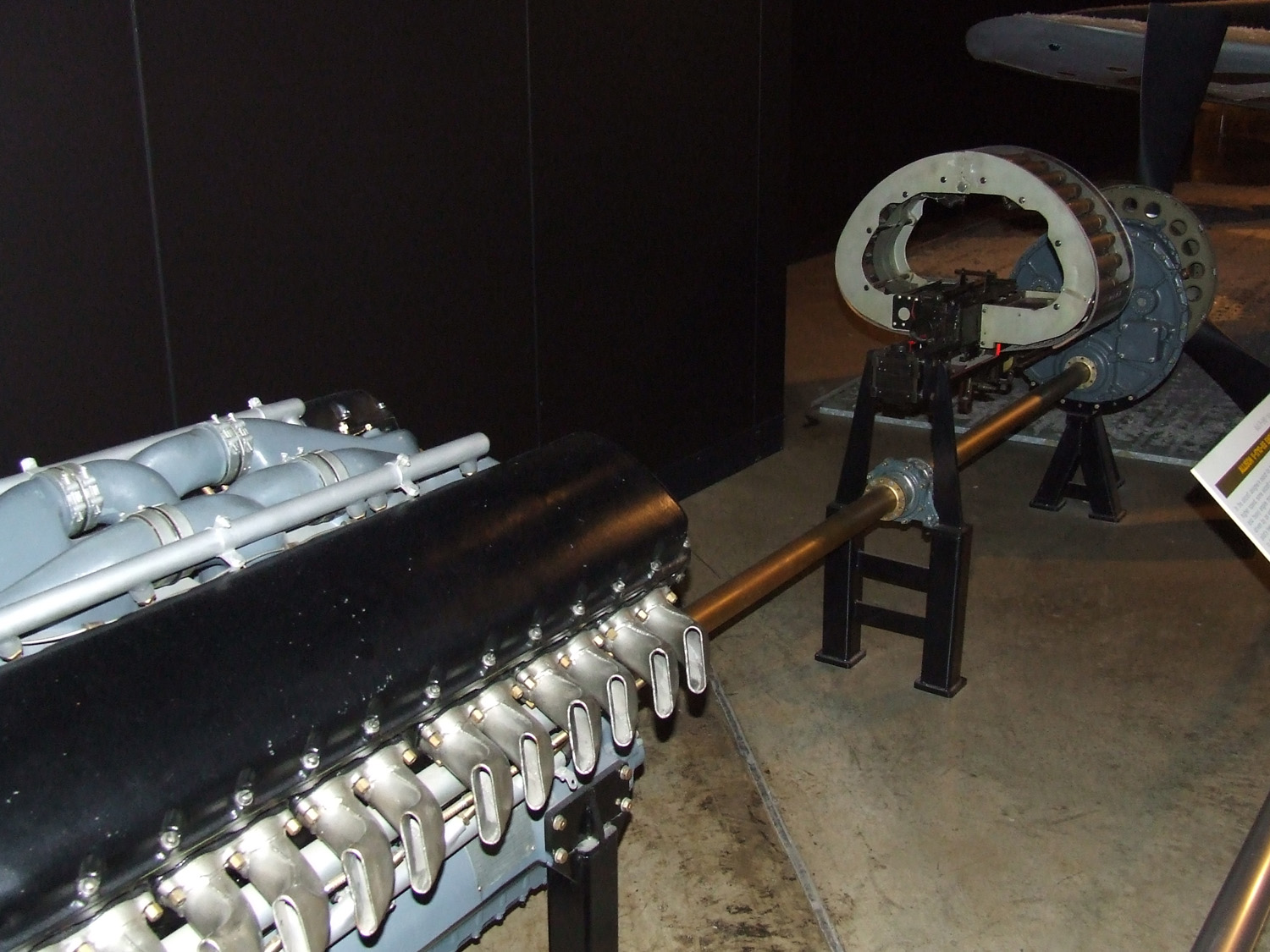
V-1710の延長軸と機関砲の配置

軍用機が布張りの複葉機から金属製の単葉機に移り代わりつつあった大戦間の時代（西暦1920〜30年代）、戦闘機の武装強化には様々な案が試みられていたが、多数の機銃を搭載するために必要な機体強度や重量に対応できるだけの出力を発揮できるエンジンはまだ開発されていなかった。多銃装備ができないとなると、全金属製に移行しつつあった機体（特に双発以上の爆撃機）を撃墜するためには、炸裂弾を発射できる口径20mm以上の機関砲が望ましかった。しかし、主翼に搭載した場合、重量による機体の運動性（特にロール率）の低下や、機体の中心に置かれていないため離れると命中率が低いなどの問題があった。また単発機の機首（エンジンの上または下）に搭載する場合、プロペラ圏内から発射するためのプロペラ同調装置が故障すると機関砲弾がプロペラを破壊する可能性があった。大口径の機関砲でプロペラ誤射が発生することは致命的な問題となるため、単発機が大口径砲を機首装備することは危険性の高いものであった。
そこでフランスではイスパノ・スイザの20mm機関砲を、同じくイスパノ・スイザ製のHS.12Y水冷式エンジンのV字に配置されたシリンダーの間に配置し、プロペラシャフトを中空構造にして、そこから砲弾を発射、反動は頑丈なエンジンマウントで受け止める“Moteur canon”を発明、世界各国に売り込みをかけた。これは既に、第一次世界大戦中の複葉戦闘機であるS.XIIに37mm砲（弾数12発）を搭載した際に用いられた方式であった。これに対抗し、ドイツ空軍でもBf109E戦闘機のDB601エンジンにイカリアMG-FF機関砲（エリコンFF機関砲のライセンス生産版）をモーターカノン式に搭載することを試みたがトラブルが多発、結局それ以前同様、小口径の機銃をエンジン上に装備するのが基本となり、後に新型機関砲・MG151の登場でBf109F型に至ってようやく実用化された。その他の国に渡ったフランス式モーターカノンも不調が多く、結局本格的に用いることができたのは、ソ連空軍の戦闘機と、大戦中期以降のドイツ空軍戦闘機だけであった。
アメリカのベルP-39やP-63にも、プロペラ軸中心から発砲する機関砲が装備されているが、これらの機体の搭載するV-1710エンジンは機体後部にあり（延長軸とギアを介して機首のプロペラを駆動している）、機関砲は離れた位置に架装されているため、モーターカノンとは分類されない。
構造上モーターカノン方式とできるのは液冷エンジン機に限られ、通常の空冷星型エンジン機では構造上モーターカノンは搭載できない。星型エンジンを機首に配置する場合、エンジン側のクランク軸とプロペラ軸は同軸で直結されるが、この軸線上にコネクティングロッドが干渉し、中空にすることが困難なためである。
それでも、機首にエンジンを搭載しない方式の空冷星型エンジン搭載機にはモーターカノン同様に“プロペラ軸に砲身を通して機関砲を搭載した”ものがあり、イタリアの開発したピアッジョ P.119試作戦闘機は、上述のP-39/63同様、機体中央部に空冷星型エンジンを搭載し、延長軸とギアを介して機体前方にあるプロペラを駆動しているため、モーターカノンと同様の武装配置になっている。ただし、これもエンジンが機関砲の搭載位置と離れているため、定義としてのモーターカノンには分類されない。
1930年代には星型エンジンの後方に機銃を配置し、銃身はシリンダーの隙間を通すことで機首に集中配置する方法の機体（九七式戦闘機やI-153など）も登場したが、口径が隙間の大きさ以下に制限されることや、プロペラ同調装置が必要になる（同調装置が壊れるとプロペラを誤射する潜在的リスクを抱える）などのデメリットがあり広まらなかった。特に空冷星型エンジンが多段化された後年には、構造上モーターカノン化の為に機銃及びプロペラ軸をエンジン外までオフセットするしかなくなり、考慮の対象外となった。

## 問題点
“モーターカノン”の問題として、「プロぺラシャフトの軸内に砲身を通す」という構造上、砲の軸線（射線）を推進軸の軸線と一致する以外のものにはできない、という点がある。
火砲より発射された弾丸は物理法則に従い放物線を描きながら徐々に下降していくため、ごく近距離以遠の目標に照準して命中させるためには距離に応じて砲の軸線に仰角をつけて射撃する必要があり（このため、着弾位置が遠方になるほど発射時には砲口が上向きの状態になる）火砲を前方に向けて搭載する航空機は想定する射距離に応じて砲の取付角度を調整しているが、モーターカノンの場合はプロペラシャフトの軸内に通す砲身の角度をシャフトとは異なる角度にすることはできず、シャフトと平行にしか射線を取ることができない。ために、有効射程を遠方に求めるにはエンジンの取付角度を設計段階で偏位させるか、その都度機体ごと仰角を取るしかなく、これは搭載機の空力特性を変動させるために機体の直進性や安定性に影響を及ぼすため、搭載火器の特性に合わせた射距離を設定することが難しかった。この点から、モーターカノンでは大口径長射程の機関砲を搭載しているにもかかわらず、有効射程が砲本来のものよりも短いものになる、という問題があった。モーターカノン以外にも機銃を搭載している場合には、それらと射線が交差する位置（弾道交差点）が極端に近距離になるか、あるいは操縦席から見て極端に下方になってしまうため、実質的には弾道交差点が設定できない（火力が集中する領域が作れない）という難点があった。

また、機関砲をV字型配置のシリンダーヘッドの間に設置するという構造上、補機の配置や配管の取り回しに制限が出る上、搭載する機関砲を自由には選べない（機関部がシリンダーの合間よりも大きいものは搭載できない）、エンジンの振動で砲の作動に支障を生ずるといった問題もあった。

上記問題点はあるが、実際は中空のプロペラシャフトが短いため、砲身に仰角を付けることができた。また、Bf109に搭載されたMG 151機関砲の機関部はエンジン後方にあった。

## モーターカノンとして用いられた機関砲・機関銃

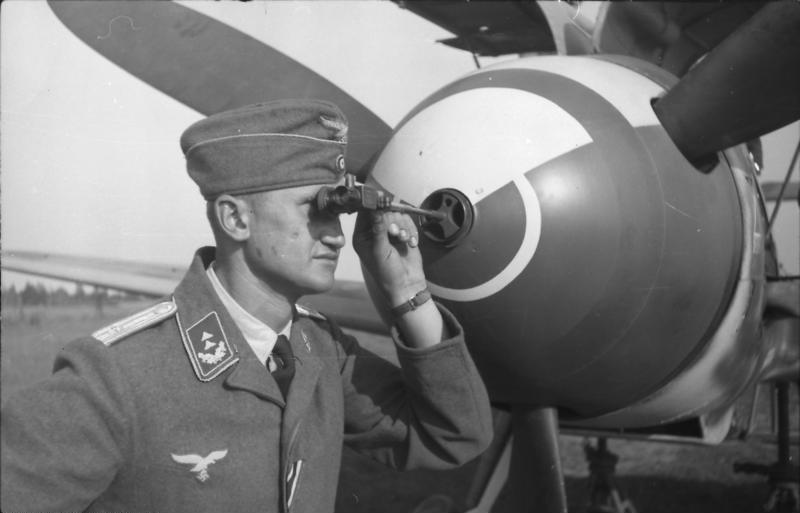
MG151モーターカノンの調整作業

### フランス
イスパノ・スイザ HS.7/9
HS.7/9はフランスで最初にモーターカノンとして、ドヴォワチーヌ D510戦闘機などに装備された20mm機関砲である。世界中に売り込みがかけられ、“モーターカノン”という武装形式が流行するきっかけとなった。
イスパノ・スイザ HS.404
HS.7/9の発展改良型で、第二次大戦ではモラーヌ・ソルニエ MS406やD520といったフランス軍戦闘機が実戦で用いている。日本海軍でも2機だけ作られた九六式三号艦上戦闘機に搭載されていた。しかし、後に翼内機銃として米英軍に改良型が多用されたものも含め、モーターカノンとしては作動不良に悩ませられた。

### ドイツ
ラインメタル MG17
第二次大戦前半の、ドイツ空軍の代表的な固定式機関銃。口径7.92mmで、Bf-109B-02の機首・翼内の他、プロペラ軸内機銃としても搭載された。しかしこの装備位置ではエンジンからの振動が原因で装弾不良が起こりやすく、取り外されることが多かった。この他にもC-2型とC-4型での軸内装備が予定されていたが、どちらも計画のみに終っている。
イカリア MG-FF
スイスのエリコンFFの弾薬を20mm x 72RBから20mm x 80RBに変更し、ドイツでライセンス生産したもの。APIブローバック方式でプロペラ同調ができないため、主にプロペラ圏外の翼内機銃や旋回機銃として搭載された。本来、モーターカノン用としてエリコンFFSがあったが大きすぎて搭載できなかったため、DB601にあわせて寸法も使用弾薬も小さいFFをベースにしたものである。また長砲身化したMG/C3がBf109E-2に装備されたが、重量増加や振動のトラブル、狭さゆえの整備の困難が理由で2機だけの試作に終った。後のBf109F-0でも、強装薬の薄殻弾頭を用いる新型のMG-FF/Mがモーターカノン式に搭載されている。なおBf109のE型以前のタイプの多くにはモーターカノンが未装備にもかかわらずプロペラスピナー中心に穴が空いているものが多いが、これはエンジン冷却にも効果があったので、整流キャップを付けず冷却孔として利用しているためである。チェコスロバキアのアヴィア B-135戦闘機も本機関砲をモーターカノンとして装備した。
マウザー MG151
先行量産型であるBf109F-0からに搭載される予定であったが、続く量産型F-1と共に間に合わず、20mm NGFF/Mを搭載している。F-2から初速と発射速度の高い口径15mmのMG151が搭載され、F-4からは口径の拡大された20mm MG151/20に変更、以後多くのBf109に搭載され、モーターカノンとしては最も使われた機関砲となった。戦後、ユーゴスラビアでYak-9を参考に開発されたイカルス S-49Cでも用いられた。砲身はシリンダーブロックの間を通しているが、銃の本体はエンジンマウントではなく機体側に固定されている。
ラインメタル MK108
対重爆撃機用に開発された、強力な30mm弾を発射する小型の機関砲。これもAPIブローバック方式でプロペラ同調ができないため、モーターカノン、またはプロペラ圏外のガンポッドに装備される。Bf109ではG-6型以降に選択装備され、モーターカノン式に搭載する仕様はU4、ガンポッドも使用するものはU5仕様と呼ばれた。なおBf109KやTa152からは標準装備のモーターカノンとなる。
マウザー MK103
より大型で強力なドイツの30mm機関砲。単発戦闘機用としては重く反動が大きかったため、試験的な搭載しか行われていなかったが、大戦末期にBf109K、K8、K14にモーターカノンとして搭載された。

### ソビエト
シュピタリヌィ・ウラジミロフ ShVAK
7.62mmのShKASを20mmに拡大した機関砲で、Yak-1からYak-9までのシリーズ、およびLaGG-3にモーターカノンとして搭載された。初期には弾詰まりを起こすトラブルが発生したが、未熟だった整備兵が正規の訓練を受けた後には、レンドリースされた機体についていたイスパノに比べ信頼性や弾道特性、発射速度に優れ、モーターカノンとしても優れていたと言われる。
ベレージン UBS
12.7mmの機関銃で、末尾のSはプロペラ同調型を意味する。LaGG-3の最初期のタイプがモーターカノン式に搭載していた。また、MS406を輸入して使っていたフィンランド空軍では、エンジンをドイツ軍が捕獲して転売したロシア製クリーモフ M-105P（同じイスパノ系）に換装した「メルケ・モラーヌ」に改造した際、調子の悪かった20mmモーターカノンをUBSに換装して使用した。
ベレージン B-20
UB機関銃を拡大した20mm機関砲。戦後になって登場したYaK-9Pの機首武装三門のうち、一門がモーターカノンとして搭載された。
ボルコフ・ヤルツェフ VYa-23
イリューシン Il-2襲撃機の主兵装として使われた23mm機関砲。LaGG-3の一部が搭載した。
ヌデリマーン・スラノフ NS-23
大戦後期に登場し、戦後のジェット機にも使われた23mm機関砲。モーターカノンとしてはYak-9S及びUT、Yak-3PDに搭載されている。
ヌデリマーン・スラノフ NS-37
ロシアの37mm機関砲。Yak-9T戦闘機などにモーターカノンとして搭載された。
ヌデリマーン・スラノフ NS-45
ロシアの45mm機関砲。Yak-9K戦闘機にモーターカノンとして搭載された。反動が強烈で、一発撃つと機体速度が大幅に低下するほどで、試験的に実戦投入された。